# B. B. Kahane
Benjamin "BB" Kahane (Chicago, 30 de novembro de 1891 — Las Vegas, 18 de setembro de 1960) foi um produtor cinematográfico estadunidense. Ele foi presidente da Academia de Artes e Ciências Cinematográficas e vice presidente da Columbia Pictures.

## Filmografia parcial
- Love on a Bet (1936)
- A Woman Rebels (1936)
- There's That Woman Again (1939)
- Those High Grey Walls (1939)
- The Lady in Question (1940)
- Her First Beau (1941)